# کروپیونه نووه
کروپیونه نووه (به لهستانی:  Kropiwne Nowe) یک روستا در لهستان است که در گمینا سوواوکی واقع شده‌است.